# Nicolás Estéfano
Nicolás Estéfano Montalbán (Barakaldo, 9 febbraio 1947 – 19 marzo 2016) è stato un calciatore spagnolo.

## Carriera
Cresciuto nella cantera dell'Athletic Bilbao, esordisce con il Bilbao Athletic nella stagione 1965-1966. L'anno successivo viene promosso in prima squadra, debuttando in Primera División spagnola il 18 settembre 1966 nella partita Sabadell-Athletic (1-0). Milita quindi per sette stagioni con i rojiblancos, con cui disputa 80 incontri (62 di campionato) e vince due Coppe di Spagna.
Nel 1973 passa al Sabadell, e due anni più tardi al Sestao con cui conclude la carriera.

## Palmarès

### Club

#### Competizioni nazionali
- Coppa di Spagna: 2

Athletic Club: 1969, 1973

#### Competizioni internazionali
- Pequeña Copa del Mundo: 1

Athletic Club: 1967